# Charles Edward Barber
Charles Edward Barber (Londra, 16 novembre 1840 – Filadelfia, 18 febbraio 1917) è stato un medaglista statunitense.
Fu il sesto capo incisore della United States Mint, carica che occupò dal 1879 fino alla sua morte, avvenuta nel 1917. Prese il posto di suo padre, William Barber, che aveva ricoperto il medesimo incarico dal 1869.

## Biografia
Nato a Londra, arrivò negli Stati Uniti con la famiglia nel 1852. Suo padre, stimato incisore, si conquistò una posizione di primo piano alla zecca di Philadelphia, fino a divenirne capo incisore nel 1869, succedendo a James Longacre. Subito Charles divenne assistente del padre, secondo una prassi nepotistica tipica della zecca in quegli anni, malgrado il suo talento artistico non particolarmente apprezzabile; nel 1877 il suo salario era di quattro dollari al giorno. Due anni prima, nel 1875, si era sposato con Martha Jones, che morirà nel 1898 e dalla quale ebbe la figlia Edith.
A seguito della morte del padre, avvenuta il 31 agosto 1879, Charles Barber divenne capo incisore della zecca statunitense, malgrado all'inizio il suo assistente George T. Morgan sembrasse avere più possibilità di ottenere l'incarico. I suoi lavori più noti sono le monete che da lui prendono il nome di Barber dime, Barber quarter e Barber half dollar, disegnate nel 1892, oltre al cosiddetto V nickel o Liberty Head nickel, datato 1883.
Alcuni disegni meno noti di Barber comprendono una prova per un cent in rame-nickel, una prova per la moneta da tre cent ed il pezzo da 4 dollari, la "Stella", nella versione Flowing Hair (1879). Incise anche il quarto di dollaro ed il diritto del mezzo dollaro per la Fiera Colombiana di Chicago del 1892. Incise anche monete per Cuba, Venezuela e le Hawaii.
Criticò fortemente i disegni di Augustus Saint-Gaudens, in particolare quello per il Double eagle, ingaggiando una "guerra interna" alla zecca contro la volontà del presidente Theodore Roosevelt, il quale nel 1905 aveva deciso d'affidare a Saint-Gaudens la progettazione di nuove monete per la circolazione, dai tagli più bassi a quelli più alti. La sua opera più famosa, la moneta d'oro da 20 dollari High Relief del 1907, coniata in appena una ventina d'esemplari e fortemente criticata da Barber. Dall'altro lato, non furono risparmiate critiche al capo incisore per i suoi conii, giudicati "insipidi" e decisamente inferiori a quelli delle contemporanee monete europee. NOn mancarono poi accuse di plagio, specialmente perché il suo dollaro commemorativo dedicato a La Fayette (1900) risultava essere una copia quasi identica della medaglia emessa nel 1881 per il centenario della resa di Yorktown, opera di Peter L. Krider.
Durante la sua carriera, Barber mise insieme una collezione di più di 200 tra prove e progetti. Molte delle sue carte sono state donate nel 1991 alla Smithsonian Institution. Alla sua morte gli successe, in qualità di capo incisore, George T. Morgan.